# Emilio Estefan
Emilio Estefan Gómez (L'Avana, 4 marzo 1953) è un musicista e produttore discografico cubano naturalizzato statunitense, marito della celebre cantante Gloria Estefan.
Di origini libanesi, è attivo sin dalla metà degli anni settanta, ma ha ottenuto notevole popolarità con il gruppo Miami Sound Machine. Come membro dei Miami Sound Machine, insieme alla moglie, ha ottenuto diversi riconoscimenti fra cui il Grammy Award. Attualmente è più conosciuto in quanto produttore di numerosi artisti.

## Biografia
Attivo sin dalla fine degli anni '70, raggiunse la grande fama negli anni novanta, quando aprì la strada agli artisti latino-americani, tra cui Jon Secada, Ricky Martin e Shakira.
Nel 2005 ha ricevuto il premio BMI "Songwriter of the Year", e una stella sulla Hollywood Walk of Fame  Nel 2009 ha ricevuto il Sammy Cahn Lifetime Achievement Award dalla Songwriters' Hall of Fame.